# Niccolò Pandolfini
Niccolò Pandolfini (Firenze, 19 maggio 1440 – Pistoia, 17 settembre 1518) è stato un cardinale e vescovo cattolico italiano.

## Biografia
Nacque nel 1440, primo dei cinque figli di Giannozzo Pandolfini e di Giovanna Valori, apparteneva ad una delle più nobili famiglie del patriziato fiorentino: suo padre era stato ambasciatore della Repubblica fiorentina presso il re di Napoli nel 1450, presso la Serenissima Repubblica di Venezia nel 1454 e presso la corte papale nel 1455. Suo fratello Pierfilippo fu ambasciatore presso la corte papale nel 1479 e divenne Gonfaloniere nel 1482.
Da giovane Niccolò fu introdotto nella cerchia dei giovani riuniti attorno all'umanista Filippo di Ser Ugolino Pieruzzi. Successivamente frequentò l'Università di Bologna, dedicandosi allo studio del diritto, avviandosi allo stesso tempo alla carriera ecclesiastica.
Fu vescovo di Pistoia, governatore pontificio in Romagna e consigliere di papa Giulio II.
Papa Leone X lo elevò al rango di cardinale nel concistoro del 1º luglio 1517.
Morì a Pistoia il 17 settembre 1518 e le sue spoglie vennero trasportate a Firenze, per essere tumulate nella tomba di famiglia nella Badia Fiorentina.